# Гігандес плакі

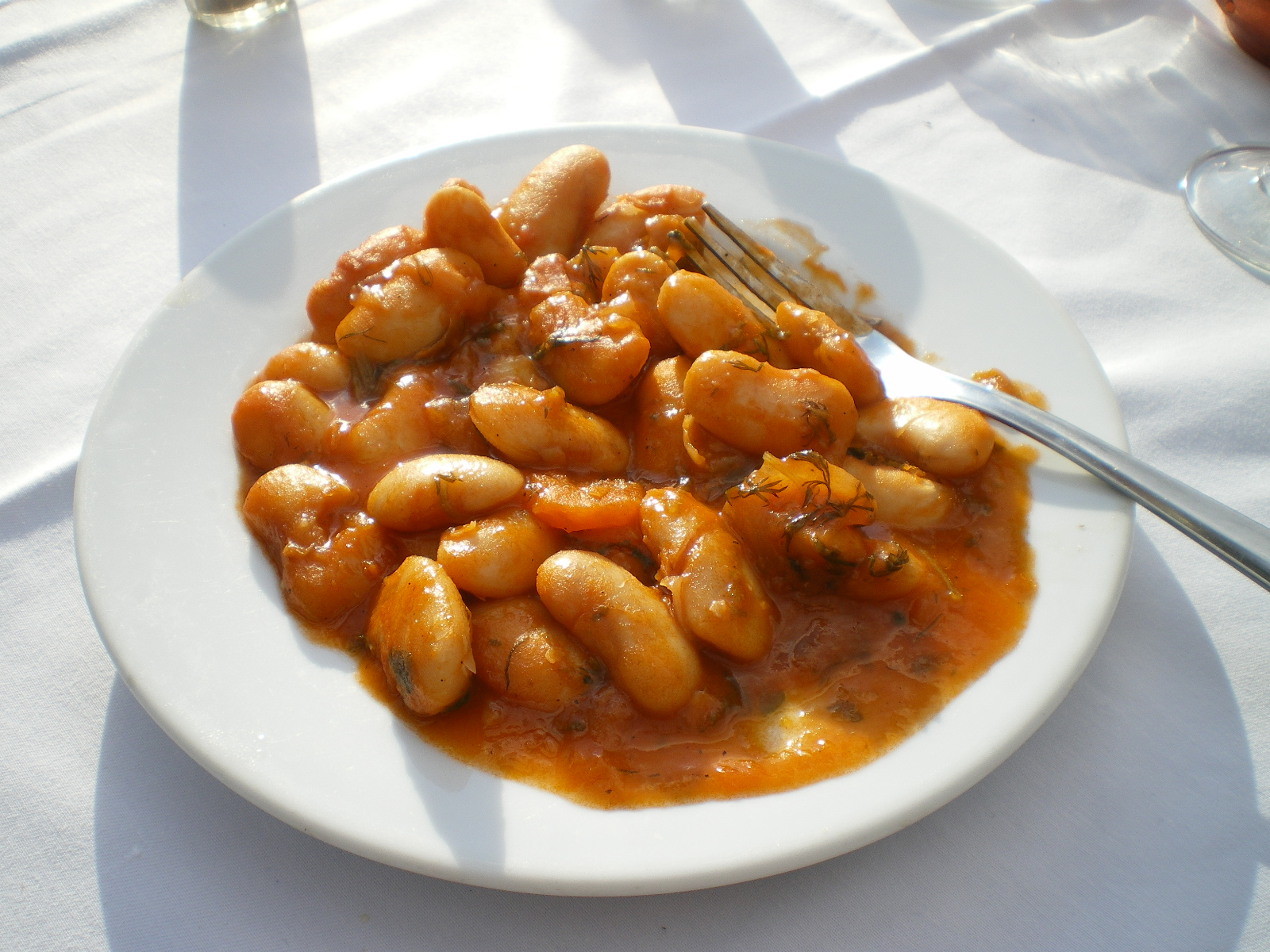
Порція гігандес плакі

Гігандес плакі (грец. γίγαντες πλακί) або грецька запечена гігантська квасоля — грецька страва з великих білих бобів, запечених у томатному соусі. Гігандес плакі можна подавати як основну страву або як мезе (закуска). Традиційно для приготування використовують боби fasolia gigantes, різновид Phaseolus coccineus.
Спосіб приготування плакі полягає в тому, що їжа запікається або смажиться на жаровні в духовці з оливковою олією першого віджиму, помідорами, овочами та зеленню.

## Способи приготування
Блюдо готується з висушеної гігантської квасолі (так звана fasolia gigantes), помідорів, цибулі, оливкової олії, петрушки та моркви. Іноді замінюють великі боби квасолею ліма. Іноді використовуються інші овочі, такі як часник і селера. Страва є веганською і тому підходить для посту, хоча іноді додають сосиски або нарізану кубиками копчену свинину.
Квасоля замочується і відварюється до готовності. Овочі обсмажують, щоб зробити софріто, і змішують із квасолею. Потім квасоля запікається до підрум'янювання верхнього шару. Страву можна подавати як кімнатної температури, так і теплою.

## Способи подачі
Gigantes plaki часто подають кімнатної температури як частину мезе. Їх також подають як другу страву. Особливо популярні в осінньо-зимовий період. Часто подають із сиром фета та хлібом.